# Nati nel 1966/Agosto
| Questa pagina contiene informazioni ricavate automaticamente dalle voci biografiche con l'ausilio del template Bio e di un bot. L'aggiornamento è periodico e automatico e ricostruisce completamente la pagina. Se manca una persona in questa lista, sei pregato di non aggiungerla, ma accertati piuttosto che la sua voce biografica contenga il template Bio e che i dati anagrafici siano correttamente compilati. Se il template Bio manca, inseriscilo tu stesso o, in alternativa, metti l'avviso {{tmp\|Bio}} che ne segnala la mancanza. Se i dati riportati sono sbagliati, correggi direttamente la voce biografica; le modifiche saranno visibili in questa lista entro pochi giorni. Per chiarimenti vedi il progetto biografie. La lista contiene solo le 299 persone che sono citate nell'enciclopedia e per le quali è stato implementato correttamente il template Bio. Pagina aggiornata al 18 ago 2025. |

- 1º agosto - Mike Chioda, statunitense
- 1º agosto - Carlo Cigni, cantante lirico italiano
- 1º agosto - Daniel Gerson, sceneggiatore e doppiatore statunitense († 2016)
- 1º agosto - Gaston Green, ex giocatore di football americano statunitense
- 1º agosto - Claudio Guerra, ex giocatore di calcio a 5 uruguaiano
- 1º agosto - Derrick Lewis, ex cestista statunitense
- 1º agosto - Jens Söring, criminale tedesco
- 1º agosto - Horacio de la Peña, ex tennista e allenatore di tennis argentino
- 2 agosto - Carlo Bonomi, imprenditore e dirigente d'azienda italiano
- 2 agosto - Javier Corral Jurado, avvocato, giornalista e politico messicano
- 2 agosto - Daniela Lauber, politica italiana
- 2 agosto - José Carlos Martins Ferreira, ex calciatore portoghese
- 2 agosto - William Nadylam, attore francese
- 2 agosto - Þorvaldur Örlygsson, ex calciatore e allenatore di calcio islandese
- 2 agosto - Chiaki Yamada, ex calciatrice giapponese
- 3 agosto - Eric Esch, ex pugile e kickboxer statunitense
- 3 agosto - Stefan Kruger, ex tennista sudafricano
- 3 agosto - Marco Mellino, vescovo cattolico italiano
- 3 agosto - Guillaume Nicloux, regista, scrittore e sceneggiatore francese
- 3 agosto - Svenja Pages, attrice tedesca
- 3 agosto - Maurizio Pugno, chitarrista italiano
- 3 agosto - Raffaele Quaranta, allenatore di calcio e ex calciatore italiano
- 3 agosto - Samuel Quina, ex calciatore portoghese
- 3 agosto - Natalia Ramírez, attrice colombiana
- 3 agosto - Greg Ray, ex pilota automobilistico statunitense
- 3 agosto - Nick Sandow, attore, produttore televisivo e drammaturgo statunitense
- 4 agosto - Charlie Adlard, fumettista britannico
- 4 agosto - Abdul Al-Rozan, ex calciatore saudita
- 4 agosto - Corrado Hérin, slittinista e mountain biker italiano († 2019)
- 4 agosto - Luc Leblanc, ex ciclista su strada e dirigente sportivo francese
- 4 agosto - Andrea Lucatello, giornalista, conduttore radiofonico e opinionista italiano
- 4 agosto - Alan Martin, fumettista britannico
- 4 agosto - Scott Melville, ex tennista statunitense
- 4 agosto - Teresa Ranieri, coreografa italiana
- 4 agosto - Kensuke Sasaki, ex wrestler giapponese
- 4 agosto - Gianni Sedioli, fumettista italiano
- 4 agosto - Edwig Van Hooydonck, ex ciclista su strada belga
- 5 agosto - Håkan Algotsson, ex hockeista su ghiaccio svedese
- 5 agosto - Claudia Cavalcanti, attrice e conduttrice televisiva italiana
- 5 agosto - Gilles Delion, ex ciclista su strada francese
- 5 agosto - Jennifer Finch, musicista, designer e fotografa statunitense
- 5 agosto - Behzad Gholampour, ex calciatore e ex giocatore di calcio a 5 iraniano
- 5 agosto - James Gunn, regista, sceneggiatore e attore statunitense
- 5 agosto - Jonathan Silverman, attore statunitense
- 5 agosto - Roberto Tola, chitarrista e compositore italiano
- 6 agosto - Marco Bergamo, serial killer italiano († 2017)
- 6 agosto - Regina Carter, musicista statunitense
- 6 agosto - Iñigo Lizarralde, ex calciatore spagnolo
- 6 agosto - Attilio Nostro, vescovo cattolico italiano
- 6 agosto - Francisco Villarroya, ex calciatore spagnolo
- 6 agosto - Juan Vizcaíno, allenatore di calcio e ex calciatore spagnolo
- 6 agosto - Neringa Zakalskienė, ex cestista lituana
- 7 agosto - Asya, ex wrestler, modella e culturista statunitense
- 7 agosto - Marco Baroni, doppiatore, direttore del doppiaggio e dialoghista italiano
- 7 agosto - Kristin Hersh, cantautrice e musicista statunitense
- 7 agosto - Stefan Heße, arcivescovo cattolico tedesco
- 7 agosto - Mauro Laus, politico e imprenditore italiano
- 7 agosto - Ezio Madonia, ex velocista e allenatore di atletica leggera italiano
- 7 agosto - Antonello Morroni, attore italiano
- 7 agosto - Emanuele Salce, attore e regista italiano
- 7 agosto - Jimmy Wales, imprenditore statunitense
- 8 agosto - Francesco Becchetti, imprenditore italiano
- 8 agosto - Chris Eubank, ex pugile britannico
- 8 agosto - Veronica Falcón, attrice e coreografa messicana
- 8 agosto - Frédéricque Goporo, ex cestista e allenatore di pallacanestro centrafricano
- 8 agosto - Mohiro Kitō, fumettista giapponese
- 8 agosto - Patrice Lhotellier, ex schermidore francese
- 8 agosto - Maurizio Parafioriti, produttore discografico italiano
- 9 agosto - Daphne Berends, ex cestista olandese
- 9 agosto - Andrea Capobianco, allenatore di pallacanestro italiano
- 9 agosto - Marat Chusnullin, politico russo
- 9 agosto - Roberto D'Alessandro, attore e regista italiano
- 9 agosto - Vinny Del Negro, ex cestista, allenatore di pallacanestro e dirigente sportivo statunitense
- 9 agosto - Linn Ullmann, giornalista e scrittrice norvegese
- 9 agosto - Edmund Zammit, ex calciatore maltese
- 10 agosto - Alessandro Baggi, fumettista italiano
- 10 agosto - Ian Barker, ex velista britannico
- 10 agosto - Marina Berlusconi, imprenditrice e dirigente d'azienda italiana
- 10 agosto - Udo Bölts, dirigente sportivo e ex ciclista su strada tedesco
- 10 agosto - Paolo Capresi, giornalista e scrittore italiano
- 10 agosto - Giovanni Colella, allenatore di calcio e ex calciatore italiano
- 10 agosto - Catena Fiorello, scrittrice, autrice televisiva e conduttrice televisiva italiana
- 10 agosto - Hossam Hassan, allenatore di calcio e ex calciatore egiziano
- 10 agosto - Ibrahim Hassan, ex calciatore egiziano
- 10 agosto - Éric Hélary, pilota automobilistico francese
- 10 agosto - Hansi Kürsch, cantante, paroliere e bassista tedesco
- 10 agosto - Donald Lu, diplomatico e ambasciatore statunitense
- 10 agosto - Hernán Montenegro, ex cestista argentino
- 10 agosto - David Reynolds, sceneggiatore statunitense
- 10 agosto - André Sogliuzzo, attore, doppiatore e comico statunitense
- 11 agosto - Bengt Andersson, ex calciatore e allenatore di calcio svedese
- 11 agosto - Barbara Degani, politica italiana
- 11 agosto - Duff Gibson, ex skeletonista canadese
- 11 agosto - Mary-Estelle Mahuk, ex velocista e ostacolista vanuatuana
- 11 agosto - Nigel Martyn, ex calciatore inglese
- 11 agosto - Monte Montgomery, chitarrista e cantautore statunitense
- 11 agosto - Michele Neri, giornalista, critico musicale e scrittore italiano
- 11 agosto - Radhi Shenaishil, allenatore di calcio e ex calciatore iracheno
- 11 agosto - Juan María Solare, compositore e pianista argentino
- 11 agosto - Maria Theurl, dirigente sportiva e ex fondista austriaca
- 11 agosto - Mark Williams, ex calciatore sudafricano
- 12 agosto - Wilton Arreaza, ex calciatore venezuelano
- 12 agosto - Sharon D. Clarke, cantante e attrice britannica
- 12 agosto - Reggie Cross, ex cestista statunitense
- 12 agosto - Şahin Diniyev, allenatore di calcio e ex calciatore azero
- 12 agosto - Vladimir Fedotov, allenatore di calcio e ex calciatore russo
- 12 agosto - David Itō, attore, comico e doppiatore giapponese
- 12 agosto - Mariacarla Lorenzi, giocatrice di curling italiana
- 12 agosto - Daniel Simmes, ex calciatore e allenatore di calcio tedesco
- 12 agosto - Davide Tirelli, ex mezzofondista italiano
- 12 agosto - Okke te Velde, ex cestista olandese
- 12 agosto - Carlos Álvarez, baritono spagnolo
- 13 agosto - Scooter Barry, ex cestista statunitense
- 13 agosto - Anthony Herbert, ex rugbista a 15 e dirigente sportivo australiano
- 13 agosto - Pascal Lino, ex ciclista su strada e pistard francese
- 13 agosto - Miguel Eduardo Miranda, calciatore peruviano († 2021)
- 13 agosto - Molly Sullivan, ex schermitrice statunitense
- 13 agosto - Ken Swift, danzatore statunitense
- 13 agosto - Christopher Thompson, attore, sceneggiatore e regista francese
- 13 agosto - William Tucci, fumettista, sceneggiatore e regista statunitense
- 14 agosto - Fabio Barovero, musicista e compositore italiano
- 14 agosto - Halle Berry, attrice e modella statunitense
- 14 agosto - Roman Bondarenko, ex calciatore ucraino
- 14 agosto - Eugenio Capone, ex cestista italiano
- 14 agosto - Henri-Marie Dondra, politico centrafricano
- 14 agosto - Tullio Forgiarini, scrittore lussemburghese
- 14 agosto - Karl Petter Løken, ex calciatore norvegese
- 14 agosto - Freddy Rincón, calciatore e allenatore di calcio colombiano († 2022)
- 14 agosto - Bjarne Sognnæs, procuratore sportivo e ex calciatore norvegese
- 14 agosto - Paolo Tofoli, ex pallavolista e allenatore di pallavolo italiano
- 15 agosto - Evgenij Agrest, scacchista svedese
- 15 agosto - Alessandra Celi, attrice italiana
- 15 agosto - Manuela Cenciarelli, doppiatrice e direttrice del doppiaggio italiana
- 15 agosto - Maura Cenciarelli, doppiatrice e direttrice del doppiaggio italiana
- 15 agosto - Marco Conidi, cantautore e attore italiano
- 15 agosto - Chokri El Ouaer, ex calciatore tunisino
- 15 agosto - Xavier Gigandet, ex sciatore alpino svizzero
- 15 agosto - Jeong You Jeong, scrittrice sudcoreana
- 15 agosto - Thomas Miller, bassista statunitense
- 15 agosto - Daniel Morar, magistrato e giudice rumeno
- 15 agosto - Con O'Neill, attore e cantante britannico
- 15 agosto - Dīmītrīs Papadopoulos, ex cestista greco
- 15 agosto - Kazuto Sakata, pilota motociclistico giapponese
- 15 agosto - Igors Stepanovs, ex calciatore lettone
- 16 agosto - Doug Collins, politico statunitense
- 16 agosto - Stefano Delacroix, cantautore e scrittore italiano
- 16 agosto - Joachim Drevs, medico tedesco
- 16 agosto - Alberto Martínez, ex cestista messicano
- 16 agosto - Nina Pajanti-Raudus, ex cestista finlandese
- 16 agosto - Marc Penders, ex giocatore di calcio a 5 belga
- 16 agosto - Vittorio Pezzuto, giornalista, scrittore e politico italiano
- 16 agosto - Philip Shouse, chitarrista e compositore statunitense
- 16 agosto - Tim Williams, attore statunitense
- 17 agosto - Iveta Bieliková, ex cestista cecoslovacca
- 17 agosto - Karsten Brannasch, bobbista tedesco
- 17 agosto - Alain Carminati, ex rugbista a 15 e imprenditore francese
- 17 agosto - Daniela Castro, attrice messicana
- 17 agosto - Mister Cee, disc jockey, conduttore radiofonico e produttore discografico statunitense († 2024)
- 17 agosto - Stefano Di Bonaventura, militare italiano († 1986)
- 17 agosto - Maysa Leak, cantante statunitense
- 17 agosto - Matt Maiellaro, sceneggiatore, regista e produttore televisivo statunitense
- 17 agosto - Rodney Mullen, skater statunitense
- 17 agosto - Pavel Prokudin, politico moldavo
- 17 agosto - Gigi Radics, cantante ungherese
- 17 agosto - Francesco Tanasi, giurista italiano
- 17 agosto - Igor' Trandenkov, ex astista russo
- 18 agosto - Dino Abbrescia, attore italiano
- 18 agosto - Carlo Cassa, sciatore nautico italiano
- 18 agosto - Sarita Choudhury, attrice britannica
- 18 agosto - Piergiorgio Donatelli, filosofo italiano
- 18 agosto - Vladimir Gogoladze, ex ginnasta sovietico
- 18 agosto - Garin Jenkins, ex rugbista a 15 gallese
- 18 agosto - Kang Soo-yeon, attrice sudcoreana († 2022)
- 18 agosto - Cees Lok, allenatore di calcio, dirigente sportivo e ex calciatore olandese
- 18 agosto - Laetitia Masson, regista e sceneggiatrice francese
- 18 agosto - María Onetto, attrice argentina († 2023)
- 18 agosto - Lars Rudolph, attore tedesco
- 18 agosto - Stefania Tallini, pianista, compositrice e arrangiatrice italiana
- 18 agosto - Henry Turner, ex cestista statunitense
- 18 agosto - Evgenij Ziničev, politico e generale russo († 2021)
- 19 agosto - Shelby Cannon, ex tennista statunitense
- 19 agosto - Lilián García, cantante statunitense
- 19 agosto - Chris McGarry, attore statunitense
- 19 agosto - Mauri Mines, cantautore, musicista e produttore discografico italiano
- 19 agosto - Kari Anne Saude, ex sciatrice alpina norvegese
- 19 agosto - Lee Ann Womack, cantante statunitense
- 19 agosto - Wilco Zeelenberg, pilota motociclistico olandese
- 19 agosto - Saleh al-Arouri, politico palestinese († 2024)
- 19 agosto - Eduardo Fernando da Silva, ex calciatore uruguaiano
- 20 agosto - Wubetu Abate, allenatore di calcio e ex calciatore etiope
- 20 agosto - Kathy Castor, politica e avvocato statunitense
- 20 agosto - Colin Cunningham, attore statunitense
- 20 agosto - Dimebag Darrell, chitarrista statunitense († 2004)
- 20 agosto - Paolo Genovese, regista e sceneggiatore italiano
- 20 agosto - Courtney Gibbs, modella statunitense
- 20 agosto - Alberto Juzdado, ex maratoneta spagnolo
- 20 agosto - Enrico Letta, politico italiano
- 20 agosto - Mark Levin, regista e sceneggiatore statunitense
- 20 agosto - Kenneth Malitoli, allenatore di calcio e ex calciatore zambiano
- 20 agosto - Diana Palijska, ex canoista bulgara
- 20 agosto - David Rees Snell, attore statunitense
- 20 agosto - Svetlana Zabolueva, ex cestista russa
- 21 agosto - Martin Ballesteros, fantino argentino
- 21 agosto - Marco Ferrari, allenatore di calcio e ex calciatore italiano
- 21 agosto - Daniela Grande, ex cestista italiana
- 21 agosto - Antonello Silverini, illustratore italiano
- 21 agosto - Daniel Steiger, ex ciclista su strada svizzero
- 21 agosto - Henrica Wender, ex cestista olandese
- 22 agosto - Michihisa Date, ex calciatore giapponese
- 22 agosto - Ismo Falck, ex arciere finlandese
- 22 agosto - GZA, rapper statunitense
- 22 agosto - Alain Rolland, ex rugbista a 15, arbitro di rugby a 15 e dirigente sportivo irlandese
- 22 agosto - Scott Shiflett, bassista statunitense
- 22 agosto - Fredrik Stillmann, ex hockeista su ghiaccio svedese
- 22 agosto - Alexandre Torres, ex calciatore brasiliano
- 22 agosto - Rob Witschge, ex calciatore olandese
- 23 agosto - Alberto Acosta, ex calciatore argentino
- 23 agosto - Charley Boorman, attore inglese
- 23 agosto - Marco Bracci, allenatore di pallavolo e ex pallavolista italiano
- 23 agosto - Lorenzo De Luca, scrittore e sceneggiatore italiano
- 23 agosto - Mario Galesi, terrorista italiano († 2003)
- 23 agosto - Christophe Galtier, allenatore di calcio e ex calciatore francese
- 23 agosto - Alexander König, ex pattinatore artistico su ghiaccio tedesco
- 23 agosto - Justin Lemberg, ex nuotatore australiano
- 23 agosto - Gianluca Luppi, allenatore di calcio e ex calciatore italiano
- 23 agosto - Eric Meyer, chitarrista e produttore discografico statunitense
- 23 agosto - Rik Smits, ex cestista olandese
- 23 agosto - Thuy Thu Le, attrice vietnamita
- 24 agosto - Ahn Gil-kang, attore sudcoreano
- 24 agosto - Fabrizio D'Ascenzo, economista italiano
- 24 agosto - Nick Denton, imprenditore, giornalista e blogger britannico
- 24 agosto - Eric Edwards, attore statunitense
- 24 agosto - Tamara Esteri, ex schermitrice cubana
- 24 agosto - Masamichi Katayama, architetto giapponese
- 24 agosto - Ivo Rudiferia, ex snowboarder italiano
- 24 agosto - Jon Sieben, ex nuotatore australiano
- 24 agosto - Lars-Anders Wahlgren, ex tennista svedese
- 25 agosto - Agostino Abbagnale, ex canottiere italiano
- 25 agosto - Roberta Agostini, politica italiana
- 25 agosto - Michael Cohen, avvocato statunitense
- 25 agosto - Julia Davis, attrice e sceneggiatrice britannica
- 25 agosto - Caroline Kuhlman, ex tennista statunitense
- 25 agosto - Robert Maschio, attore statunitense
- 25 agosto - Tracy-Ann Oberman, attrice britannica
- 25 agosto - Terminator X, musicista statunitense
- 25 agosto - Derek Sherinian, tastierista e produttore discografico statunitense
- 26 agosto - Rosario Biondo, allenatore di calcio e ex calciatore italiano
- 26 agosto - Silvio Branco, ex pugile italiano
- 26 agosto - Laura Bruschini, ex pallavolista e ex giocatrice di beach volley italiana
- 26 agosto - Ned Hastings, editore, produttore televisivo e doppiatore statunitense
- 26 agosto - Eusébio Amaro Lopes Guimarães, ex calciatore portoghese
- 26 agosto - Shirley Manson, cantante, chitarrista e attrice scozzese
- 26 agosto - Brandon Q. Morris, fisico, giornalista e scrittore tedesco
- 26 agosto - Angelo Raffaele Panzetta, arcivescovo cattolico italiano
- 26 agosto - Jean-Luc Sadourny, ex rugbista a 15, allenatore di rugby a 15 e imprenditore francese
- 26 agosto - Nicky Saliba, ex calciatore maltese
- 26 agosto - Andrea Scherney, ex atleta paralimpica austriaca
- 27 agosto - Peter Butler, allenatore di calcio e ex calciatore inglese
- 27 agosto - Jeroen Duyster, ex canottiere olandese
- 27 agosto - Francesco Grasso, scrittore italiano
- 27 agosto - René Higuita, ex calciatore e allenatore di calcio colombiano
- 27 agosto - Jean-Philippe Imparato, dirigente d'azienda francese
- 27 agosto - Michel Jalakh, arcivescovo cattolico libanese
- 27 agosto - Jill Lepore, storica e giornalista statunitense
- 27 agosto - Dandeny Muñoz Mosquera, criminale colombiano
- 27 agosto - Juhan Parts, politico estone
- 27 agosto - Leonardo Rodríguez, procuratore sportivo e ex calciatore argentino
- 27 agosto - Raffaele Sergio, dirigente sportivo, allenatore di calcio e ex calciatore italiano
- 28 agosto - Delphine Forest, attrice francese († 2020)
- 28 agosto - Dritan Hila, giornalista, diplomatico e pubblicista albanese
- 28 agosto - Julen Lopetegui, allenatore di calcio e ex calciatore spagnolo
- 28 agosto - Michele Padovano, dirigente sportivo e ex calciatore italiano
- 28 agosto - Yōko Takahashi, cantante giapponese
- 29 agosto - Alessandro Calori, allenatore di calcio e ex calciatore italiano
- 29 agosto - Daniel Estulin, scrittore lituano
- 29 agosto - Greg Grant, ex cestista e allenatore di pallacanestro statunitense
- 29 agosto - James Huth, regista e sceneggiatore britannico
- 29 agosto - Mark Hutson, ex giocatore di football americano e allenatore di football americano statunitense
- 29 agosto - Stacey Travis, attrice statunitense
- 29 agosto - Thomas Wyss, allenatore di calcio e ex calciatore svizzero
- 30 agosto - Aymen Benabderrahmane, politico algerino
- 30 agosto - Fabrizio Bressan, giocatore di football americano e allenatore di football americano italiano
- 30 agosto - Peter Cunnah, cantante britannico
- 30 agosto - Peter Ho Davies, scrittore britannico
- 30 agosto - Scott Kannberg, cantautore e chitarrista statunitense
- 30 agosto - Lee Young-ik, ex calciatore sudcoreano
- 30 agosto - Michael Michele, attrice statunitense
- 30 agosto - Michel Pageaud, allenatore di calcio e ex calciatore francese
- 30 agosto - Teddy Tahu Rhodes, baritono neozelandese
- 30 agosto - Clivo Righi, ex cestista italiano
- 30 agosto - Juncal Rivero, modella, conduttrice televisiva e attrice spagnola
- 31 agosto - Alberto Caiazza, attore e imitatore italiano
- 31 agosto - Thierry Champion, allenatore di tennis e ex tennista francese
- 31 agosto - Rosana Crispim da Costa, poetessa e regista brasiliana
- 31 agosto - Zdenko Morovic, calciatore venezuelano († 2024)
- 31 agosto - Ljuboslav Penev, allenatore di calcio e ex calciatore bulgaro
- 31 agosto - Igor' Skljarov, ex calciatore sovietico
- 31 agosto - Jan Einar Thorsen, ex sciatore alpino norvegese
- 31 agosto - Marcos Winter, attore brasiliano